# Длакавонога летећа веверица
Длакавонога летећа веверица (лат. Belomys pearsonii, енгл. Hairy-footed flying squirrel) је сисар из реда глодара (Rodentia) и породице веверица (Sciuridae).

## Распрострањење
Ареал врсте покрива средњи број држава. Присутна је у следећим државама: Кина, Индија, Тајланд, Лаос, Бурма, Бутан, Камбоџа, Вијетнам и Непал.

## Станиште
Станиште врсте су шуме.

## Угроженост
Подаци о распрострањености ове врсте су недовољни.